# الدوري البرازيلي الدرجة الأولى 1967
الدوري البرازيلي الدرجة الأولى 1967 هو الموسم 1 من  الدوري البرازيلي الدرجة الأولى. أقيم خلال الفترة 5 مارس 1967 وحتى 8 يونيو 1967، وأشرف على تنظيمه Brazilian Sports Confederation ‏، وكان عدد الأندية المشاركة فيه  15، وفاز فيه نادي بالميراس.